# Paracymbites
Paracymbites es un género extinto de amonites del Jurásico Inferior que vivió durante el Raricostato del Sinemuriense superior. Los animales pertenecientes a este género tenían conchas pequeñas con sección en espiral semicircular y venter redondeado o fastigate, de los cuales el ombligo formaba alrededor del 25 % de diámetro. El último verticilo podría haber sido excéntrico. La quilla era débil y podría haber estado solo en la parte anterior del último verticilo. La apertura tenía rostrum ventral. La cámara del cuerpo formaba aproximadamente el 75 % de la espiral y estaba ligeramente plicada o lisa.

## Distribución
Se encontraron fósiles pertenecientes a este género en Gran Bretaña, Túnez y Marruecos.